# 本町 (川崎市)
本町（ほんちょう）は、神奈川県川崎市川崎区の地名。現行行政地名は本町1丁目と本町2丁目。住居表示未実施区域。

## 地理
川崎区の北西部に位置し、東に旭町1丁目、南東に堀之内町、南に宮本町、南西に宮本町、西に駅前本町、川を挟んで北に大田区仲六郷と接している。

### 河川
- 多摩川

## 歴史

### 沿革
- 1964年（昭和39年）11月 - 土地区画整理事業（復興土地区画整理事業（第1工区））による換地処分に伴い、東2丁目、東3丁目から本町1丁目、東1丁目と堀川町の一部から本町2丁目を新設[6]。
- 1972年（昭和47年）4月1日 - 川崎市が政令指定都市の制定に伴い、川崎区が新設。川崎市川崎区本町（1〜2丁目）となる[5][7]。

## 世帯数と人口
2025年（令和7年）6月30日現在（川崎市発表）の世帯数と人口は以下の通りである。
| 丁目      | 世帯数    | 人口    |
| --------- | --------- | ------- |
| 本町1丁目 | 1,676世帯 | 2,115人 |
| 本町2丁目 | 2,577世帯 | 3,757人 |
| 計        | 4,153世帯 | 5,872人 |

### 人口の変遷
国勢調査による人口の推移。
| 年                 | 人口  |
| ------------------ | ----- |
| 1995年（平成7年）  | 2,580 |
| 2000年（平成12年） | 3,325 |
| 2005年（平成17年） | 4,092 |
| 2010年（平成22年） | 4,763 |
| 2015年（平成27年） | 5,027 |
| 2020年（令和2年）  | 5,287 |

### 世帯数の変遷
国勢調査による世帯数の推移。
| 年                 | 世帯数 |
| ------------------ | ------ |
| 1995年（平成7年）  | 1,454  |
| 2000年（平成12年） | 1,931  |
| 2005年（平成17年） | 2,341  |
| 2010年（平成22年） | 3,083  |
| 2015年（平成27年） | 3,262  |
| 2020年（令和2年）  | 3,597  |

## 学区
市立小・中学校に通う場合、学区は以下の通りとなる（2025年1月時点）。
| 丁目      | 番・番地等 | 小学校             | 中学校               |
| --------- | ---------- | ------------------ | -------------------- |
| 本町1丁目 | 全域       | 川崎市立宮前小学校 | 川崎市立富士見中学校 |
| 本町2丁目 | 全域       | 川崎市立宮前小学校 | 川崎市立富士見中学校 |

## 事業所
2021年（令和3年）現在の経済センサス調査による事業所数と従業員数は以下の通りである。
| 丁目      | 事業所数  | 従業員数 |
| --------- | --------- | -------- |
| 本町1丁目 | 85事業所  | 1,157人  |
| 本町2丁目 | 46事業所  | 584人    |
| 計        | 131事業所 | 1,741人  |

### 事業者数の変遷
経済センサスによる事業所数の推移。
| 年                 | 事業者数 |
| ------------------ | -------- |
| 2016年（平成28年） | 105      |
| 2021年（令和3年）  | 131      |

### 従業員数の変遷
経済センサスによる従業員数の推移。
| 年                 | 従業員数 |
| ------------------ | -------- |
| 2016年（平成28年） | 1,235    |
| 2021年（令和3年）  | 1,741    |

## 施設
- 川崎本町郵便局[18]

## その他

### 日本郵便
- 郵便番号 : 210-0001[3]（集配局 : 川崎港郵便局[19]）

### 警察
町内の警察の管轄区域は以下の通りである。
| 丁目      | 番・番地等 | 警察署     | 交番・駐在所 |
| --------- | ---------- | ---------- | ------------ |
| 本町1丁目 | 全域       | 川崎警察署 | 川崎駅前交番 |
| 本町2丁目 | 全域       | 川崎警察署 | 川崎駅前交番 |